# Tapinocyba lucana
Tapinocyba lucana là một loài nhện trong họ Linyphiidae.
Loài này thuộc chi Tapinocyba. Tapinocyba lucana được Alfred Frank Millidge miêu tả năm 1979.